# Marsais-Sainte-Radégonde
Marsais-Sainte-Radégonde è un comune francese di 527 abitanti situato nel dipartimento della Vandea nella regione dei Paesi della Loira.

## Società

### Evoluzione demografica
Abitanti censiti